# Серии Оцеляване (2014)
„Серии Оцеляване 2014“ (на английски: Survivor Series) е турнир на Световната федерация по кеч.
Турнирът е pay-per-view и се провежда на „Scottrade Center“ на 23 ноември 2014 г.

## Фон
Сървайвър (2014) ще включва професионални кеч мачове, включващи различни кечисти от предварително съществуващи сценарист вражди, и сюжетни линии, които играят върху първични телевизионни програми на RAW и SmackDown. Кечистите ще представят герои или злодеи, тъй като те следват поредица от събития, които изграждат напрежение, и завършва с мач по борба или серия от мачове.
На 27 октомври издание на RAW Трите Хикса обяви традиционната Survivor Series елиминационен отборен мач между, отбора на „Началниците“ срещу отбора на Сина.

## Мачове
#
| #                                                                                        | Резултат | Правила | Време |
| ---------------------------------------------------------------------------------------- | --- | --- | ----- |
| 1P                                                                                       | Фанданго победи Джъстин Гейбриъл | Сингъл мач | 3:18  |
| 2P                                                                                       | Джак Фукльото (с Зеб Колтър) победи Сезаро чрез предаване | Сингъл мач | 5:34  |
| 3                                                                                        | Миз и Деймиън Миздоу победиха Златен прах и Звезден прах (ш), Братя Усо (Джими и Джей) и Лос Матадорес (Диего и Фернандо) (с Ел Торито)                                                                                | Фатална четворка отборен мач за Отборните титли | 15:25 |
| 4                                                                                        | Отбор Фокс (Алиша Фокс, Ема, Наоми и Наталя) (с Тайсън Кид) победиха Отбор Пейдж (Пейдж, Камерън, Лайла и Съмър Рей)                                                                                                   | 4 на 4 Традиционен Сървайвър Серия дива мач | 14:34 |
| 5                                                                                        | Брей Уайът победи Дийн Амброус чрез дисквалификация | Сингъл мач | 13:59 |
| 6                                                                                        | Адам Роуз и The Bunny победиха Slater Gator (Хийт Слейтър и Тайтъс О'Ниъл) | Отборен мач | 2:36  |
| 7                                                                                        | Ники Бела (с Бри Бела победи Ей Джей Лий | Сингъл мач за Титлата при дивите | 0:35  |
| 8                                                                                        | Отбор Сина (Джон Сина, Долф Зиглър, Грамадата, Ерик Роуън и Райбек)победиха Отбор Началниците (Сет Ролинс, Кейн, Марк Хенри, Русев и Люк Харпър) (с Трите Хикса, Стефани Макмеън, Джейми Нобъл, Джое Меркъри и Лана) 2 | 5 на 5 традиционен Сървайвър серия мач; Ако отбора на Началниците губят, ще са извън сила и ако отбора на Сина губят всички членове на екипа ще са уволнени. | 43:07 |
| - (ш) – указва шампиона/шампионите в мача - P – показва, че мача е преди шоуто/Pre Showu | | |       |

### Сървайвър Серия Елиминационните мачове
4 на 4 Традиционен Сървайвър Серия дива мач
| Елиминация | Кечист                           | Отбор                            | Eлиминиран от                    | Време                            |                                  |
| ---------- | -------------------------------- | -------------------------------- | -------------------------------- | -------------------------------- | -------------------------------- |
| 1          | Камерън                          | Отбор Пейдж                      | Наоми                            | 06:12                            |                                  |
| 2          | Лайла                            | Отбор Пейдж                      | Алиша Фокс                       | 09:29                            |                                  |
| 3          | Съмър Рей                        | Отбор Пейдж                      | Ема                              | 12:04                            |                                  |
| 4          | Пейдж                            | Отбор Пейдж                      | Наоми                            | 14:20                            |                                  |
| Оцелели:   | Алиша Фокс, Ема, Наоми и Наталия | Алиша Фокс, Ема, Наоми и Наталия | Алиша Фокс, Ема, Наоми и Наталия | Алиша Фокс, Ема, Наоми и Наталия | Алиша Фокс, Ема, Наоми и Наталия |

5 на 5 традиционен Сървайвър серия мач
| Eлиминация | Кечист                   | Отбор                    | Елиминиран от            | Ход за елиминация                                                     | Време                    |
| ---------- | ------------------------ | ------------------------ | ------------------------ | --------------------------------------------------------------------- | ------------------------ |
| 1          | Марк Хенри               | Отбор Началниците        | Грамадата                | Елиминиран след Оръжие за масово порязаване                           | 00:50                    |
| 2          | Райбек                   | Отбор Сина               | Русев                    | Елиминиран след Бордюр от Сет Ролинс и Супер ритник                   | 08:10                    |
| 3          | Русев                    | Отбор Началниците        | N/A                      | Елиминиран чрез отброяване                                            | 21:00                    |
| 4          | Ерик Роуън               | Отбор Сина               | Люк Харпър               | Елиминаран след Високо коляно от въжетата от Сет Ролинс и Саблен удар | 24:14                    |
| 5          | Джон Сина                | Отбор Сина               | Сет Ролинс               | Елиминаран след Оръжие за масово поразяване от Грамадата              | 25:11                    |
| 6          | Грамадата                | Отбор Сина               | N/A                      | Елиминиран след отброяване                                            | 26:30                    |
| 7          | Кейн                     | Отбор Началниците        | Долф Зиглър              | Елиминиран след Зиг Заг                                               | 29:35                    |
| 8          | Люк Харпър               | Отбор Началниците        | Долф Зиглър              | Елиминиран след Roll-up                                               | 31:35                    |
| 9          | Сет Ролинс               | Отбор Началниците        | Долф Зиглър              | Елиминиран след Зиг Заг и след помощта на Стинг                       | 43:06                    |
| Оцелели:   | Долф Зиглър (Отбор Сина) | Долф Зиглър (Отбор Сина) | Долф Зиглър (Отбор Сина) | Долф Зиглър (Отбор Сина)                                              | Долф Зиглър (Отбор Сина) |

| (ш) – указва шампионa/шампионите в мача |